# Руис, Хорхе
Хорхе Руис (исп. Jorge Ruiz, 22 января 1958, Буэнос-Айрес, Аргентина) — аргентинский хоккеист (хоккей на траве), полевой игрок, тренер. Двукратный чемпион Панамериканских игр 1975 и 1979 годов.

## Биография
Хорхе Руис родился 22 января 1958 года в Буэнос-Айресе.
В 1976 году вошёл в состав сборной Аргентины по хоккею на траве на летних Олимпийских играх в Монреале, занявшей 11-е место. Играл в поле, провёл 2 матча, забил 1 мяч в ворота сборной Бельгии.
В 1975 и 1979 годах в составе сборной Аргентины завоевал золотые медали хоккейных турниров Панамериканских игр, в 1983 году — серебряную медаль.
По окончании игровой карьеры стал тренером. Вошёл в тренерский штаб мужской сборной Аргентины, после чего стал её главным тренером. Руководил национальной командой на летних Олимпийских играх 1992, 1996, 2000 и 2004 годов. В апреле 2005 года ушёл в отставку.